# Daïras de la wilaya de Ouargla
La wilaya de Ouargla est composée de cinq daïras (circonscriptions administratives), chacune comprenant plusieurs communes, pour un total de huit communes.

## Liste de daïras
Daïras de la wilaya de Ouargla :
1. El Borma
2. El Hadjira
3. Hassi Messaoud
4. Megarine
5. N'Goussa
6. Ouargla
7. Sidi Khouiled
8. Taibet
9. Tamacine
10. Touggourt

Le tableau suivant donne la liste des daïras de la wilaya de Ouargla.
| Daïra          | Nombre de communes | Communes                                     | Superficie (km²) | Population (hab.) |
| -------------- | ------------------ | -------------------------------------------- | ---------------- | ----------------- |
| El Borma       | 1                  | El Borma                                     |                  |                   |
| Hassi Messaoud | 1                  | Hassi Messaoud                               |                  |                   |
| N'Goussa       | 1                  | N'Goussa                                     |                  |                   |
| Ouargla        | 2                  | Ouargla, Rouissat                            |                  |                   |
| Sidi Khouiled  | 3                  | Aïn Beida, Hassi Ben Abdellah, Sidi Khouiled |                  |                   |